# Венгрия на зимних Олимпийских играх 1924
Венгрия принимала участие в Зимних Олимпийских играх 1924 года в Шамони (Франция) в первый раз за свою историю, но не завоевала ни одной медали.

## Состав сборной
Страну представляли 4 спортсмена (все — мужчины), которые выступили в соревнованиях по лыжным гонкам и лыжному двоеборью.
Самым младшим участником венгерской сборной был 20-летний Бела Сепеш, а старшим — 33-летний Иштван Деван.

## Результаты

### Лыжное двоеборье
Лыжное двоеборье включало:
- лыжную гонку на 18 км
- прыжки на лыжах с трамплина

| Спортсмен      | Соревнование      | Прыжки с трамплина | Прыжки с трамплина | Прыжки с трамплина | Прыжки с трамплина | Лыжная гонка   | Лыжная гонка | Лыжная гонка | Итог           | Итог  |
| Спортсмен      | Соревнование      | 1 дистанция        | 2 дистанция        | Всего очков        | Место              | Время          | Очки         | Место        | Очки           | Место |
| -------------- | ----------------- | ------------------ | ------------------ | ------------------ | ------------------ | -------------- | ------------ | ------------ | -------------- | ----- |
| Бела Сепеш     | Личное первенство | 39,5               | падение            | 10,478             | 23                 | не финишировал | —            | —            | не финишировал | —     |
| Аладар Хаберль | Личное первенство | 33,0               | 20,0               | 11,542             | 20                 | не финишировал | —            | —            | не финишировал | —     |
| Иштван Деван   | Личное первенство | —                  | —                  | —                  | —                  | 1’50:20        | 2,125        | 24           | не финишировал | —     |

### Лыжные гонки
Мужчины
| Дистанция | Спортсмен    | Результат      | Результат |
| Дистанция | Спортсмен    | Время          | Место     |
| --------- | ------------ | -------------- | --------- |
| 18 км     | Бела Сепеш   | не финишировал | —         |
| 18 км     | Иштван Деван | 1’50:20,8      | 31        |
| 50 км     | Ференц Немет | 6’16:32        | 20        |